# Župnija Ljubljana - Vič
Župnija Ljubljana - Vič je rimskokatoliška teritorialna župnija Dekanije Ljubljana - Vič/Rakovnik Nadškofije Ljubljana, ki jo upravljajo frančiškani.
Župnijska cerkev je cerkev sv. Antona Padovanskega, podružnična pa cerkev sv. Simona in Jude Tadeja, ki se nahaja na viškem pokopališču na drugi strani železniške proge v ČS Rožnik.